# Маудгаляяна
Маудгаляяна, известен още като Махамаудгаляяна или Махамаголана, е един от най-близките ученици на историческия Буда Шакямуни. Той е почитан като един от великите Архати, заедно със Субхути, Шарипутра и Махакашяпа, а също и като най-добър в овладяването на свръхестествените способности, развити в медитация.

## Смъртта и кармата на архата
Маудгаляяна умира по време на пътуване в кралство Магадха. Той загива пребит до смърт с камъни, според някои – от религиозни фанатици, а според други – от грабители. Във всеки случай, според всички източници загива от брутална насилствена смърт. Когато попитали Буда защо Маудгаляяна не се е защитил и как велик архат може така да пострада, той обяснява, че Маудгаляяна си е навлякъл тази карма в предишен живот, като е убил собствените си родители, което е едно от петте най-негативни действия според будизма. Буда обяснява също, че Маудгаляяна нямало как да избегне резултата, и вече го бил приел, и също, че дори най-мощните свръхестествени сили не могат да помогнат да се избегне узряването на кармата, особено ако е толкова тежка.